# Prigonrieux

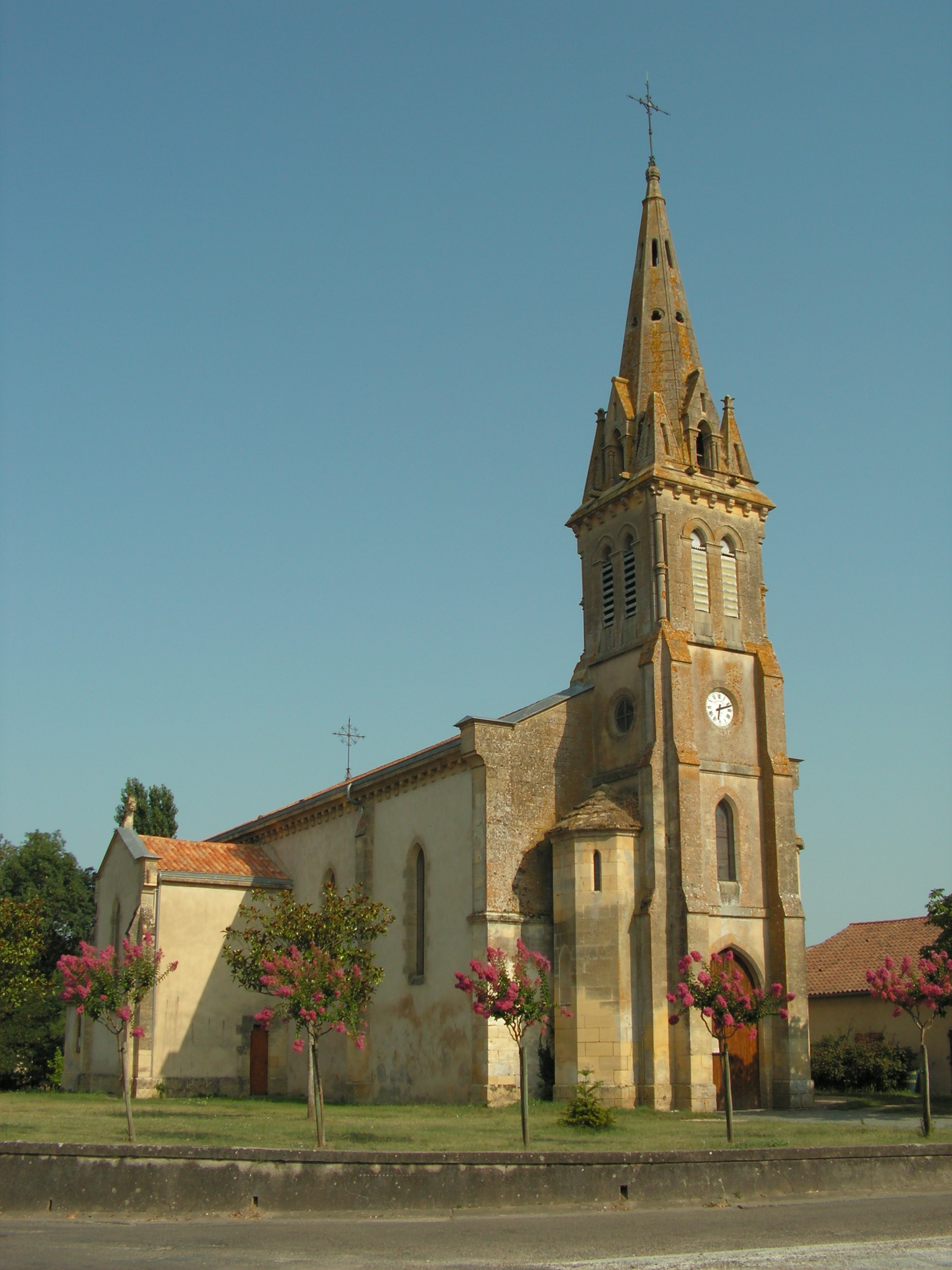
Kościół w Prigonrieux

Prigonrieux – miejscowość i gmina we Francji, w regionie Nowa Akwitania, w departamencie Dordogne.
Według danych na rok 1990 gminę zamieszkiwało 3721 osób, a gęstość zaludnienia wynosiła 142 osób/km² (wśród 2290 gmin Akwitanii Prigonrieux plasuje się na 114. miejscu pod względem liczby ludności, natomiast pod względem powierzchni na miejscu 347.).